# Gipfelstürmer
Gipfelstürmer ist das achte Studioalbum der deutschen Pop-Rock-Band Unheilig. Hierbei handelt es sich um ein Konzeptalbum rund um das Thema Bergwelt und das Lebensgefühl in dieser.

## Entstehung und Artwork
Alle Stücke des Albums wurden von dem Grafen, Kiko Maßbaum, Markus Tombült und Henning Verlage komponiert; wobei Maßbaum mit nur drei Kompositionen am wenigsten mitwirkte. Produziert wurden die Lieder von Thorsten Brötzmann, Kiko Maßbaum, Roland Spremberg, Markus Tombült und Henning Verlage. Gemastert wurde das Album in den TrueBusyness Studios in Berlin, unter der Leitung von Sascha Bühren. Gemischt wurde das Album in den Berliner Tritonus Studios, unter der Leitung von Moritz Enders. Arrangiert wurde das Album von Christoph Assmann und Cornelius Hager (“Orchestrale Arrangements”). Letzterer war auch als Toningenieur tätig. Das Album wurde unter dem Musiklabel Vertigo Records veröffentlicht. Aufgenommen wurde das Album in folgenden Tonstudios: The Bad Room Studio (Köln), Principal Studios (Senden), Tinseldown Studios (Köln) und TrueBusyness Studios (Berlin). Verlegt wird das Album durch den Fansation Musikverlag und Universal Music Publishing. Auf dem rot-schwarz gehaltenen Cover des Albums ist – neben Künstlernamen und Albumtitel – eine Comicdarstellung einer alten fahrenden Dampflokomotive zu sehen. Die Fotografien des Begleitheftes stammen von Erik Weiss. Das Artwork und die Illustrationen des Covers und des Begleitheftes stammen vom Büro Dirk Rudolph.

## Veröffentlichung und Promotion
Die Erstveröffentlichung von Gipfelstürmer fand am 12. Dezember 2014 in Deutschland, Österreich und der Schweiz statt. Das Album besteht aus 16 neuen Studioaufnahmen. Neben der regulären Albumveröffentlichung folgte zeitgleich auch die Veröffentlichung einer „Limited Deluxe Edition“. Diese beinhaltet eine Bonus-CD mit zehn Demoaufnahmen des Albums. Eine veröffentlichte „Limited Special Fan-Edition“ beinhaltet neben der Bonus-CD eine 3-fach 10"-Vinylplatte (180 g), ein individuelles Stück des Unheilig Bühnenbanners der vorangegangenen Best-of-Tournee, ein DIN-A1 Poster, ein großer Aufkleber, sowie Button- und Postkartenset.
Um das Album zu bewerben, folgte unter anderem ein Liveauftritt in der letzten Ausgabe von Wetten, dass..?. Dies sollte auch zugleich der letzte Fernsehauftritt des Grafen sein. Während des Auftrittes sang der Graf das Stück Zeit zu gehen, vor dem Hintergrund einer riesigen Vidiwall, wo die besten Szenen aus 33 Jahren Wetten, dass..? zu sehen waren. Vom 6. April bis 25. September 2015 gingen Unheilig auf die Gipfelstürmer Hallen-Tournee.

## Hintergrund
Anderthalb Monate vor der Veröffentlichung von Gipfelstürmer läuteten Unheilig mit der Singleveröffentlichung Zeit zu gehen ihre Verabschiedung von ihren Fans ein. Einen Tag vor der Bekanntgabe das Zeit zu gehen die erste Singleauskopplung des Albums sein wird, veröffentlichte Der Graf auf der Unheilig-Homepage einen offenen Brief am 5. Oktober 2014. In diesem bedankte er bei allen Fans die ihnen über Jahre die Treue gehalten haben und kündigte gleichzeitig an, dass Gipfelstürmer das letzte Album sei und dass sich Unheilig nach einer Abschiedstournee 2016 zur Ruhe setzten, damit er sich mehr Zeit seiner Familie widmen kann.

„Mit dem Gefühl, dass ich für dieses Album die für mich besten Lieder meines Lebens geschrieben habe, wurde mir immer mehr klar, dass ich unbewusst ein letztes Kapitel bei Unheilig aufgeschlagen hatte. (…) In mir reifte der Entschluss, musikalisch Abschied zu nehmen.“

In der 52. Ausgabe der ProSieben-Late-Night-Show Circus HalliGalli vom 13. Oktober 2014 machte sich Evil Jared Hasselhoff über den besagten Abschiedsbrief lustig. Er las den Brief vor und würgte dabei ständig, ehe er sich zum Schluss heftig über ein Porträt des Grafen übergab. Nach der Ausstrahlung brach ein Shitstorm über das Circus HalliGalli-Team ein. In der folgenden Ausgabe gaben Joko und Klaas bekannt, dass sie wegen Hasselhoff völlig unverschuldet einen Shitstorm erleiden mussten, weil dieser diese Aktion in die Sendung hineingeschmuggelt habe. Um diese Aktion nicht einfach stehen zu lassen und den Unheilig-Fans Gerechtigkeit widerfahren zu lassen, stellten sie Hasselhoff an einen Pranger. An diesem wurde er vom Studiopublikum ausgebuht und danach verpackte Sasha alle Hasskommentare in einem Lied und sang diese, während Hasselhoff am Pranger stand.
Der Graf selbst beschrieb das Album mit folgenden Worten:

„Noch nie konnte ich so intensiv und lange an einem UNHEILIG Album schreiben und produzieren wie bei GIPFELSTÜRMER. Die letzten Jahre meines Schaffens habe ich in den Texten verarbeitet. Noch nie passierten so viele emotional bewegende Dinge. Noch nie war ein Album so autobiographisch wie dieses. Ich fühle, dass das Album für mich das musikalisch und textlich beste und schönste Werk der UNHEILIG Diskographie ist.“

## Inhalt
Alle Liedtexte sind komplett in deutscher Sprache verfasst. Die Musik aller Stücke wurden von dem Grafen geschrieben, bis auf Glück auf das Leben wurde er dabei von Markus Tombült und Henning Verlage unterstützt. Bei drei Titeln wurden sie von Kiko Maßbaum unterstützt. Die Liedtexte aller Stücke wurden gemeinsam von allen drei geschrieben. Bei den Titeln Der Berg (Intro) und Der Gipfel (Outro) handelt es sich um reine Instrumentalstücke. Musikalisch bewegen sich die Songs im Bereich des Pop-Rocks. Gesungen werden die Stücke von Unheilig-Frontmann Der Graf. Im Hintergrund sind die Stimmen des Bandkollegen Henning Verlage und Mitkomponisten Markus Tombült, sowie der Sänger Johanna Hackert und Billy King und des Kinderchores Lucky Kids – Kinderchor der Rheinischen Musikschule, zu hören.
Die Instrumente wurden von Erik Asgeirsson (Cello), Thorsten Brötzmann (Keyboard), Stephan Gade (Bass), Der Graf (Keyboards und Programmings), Steffen Häffelinger (Gitarre), Stephan Hinz (Bass), Sebastian Lang (Keyboard), Kiko Maßbaum (Keyboards, Klavier und Programmings), Stefan Pintev (Streicher), Roland Spremberg (Gitarre, Keyboards und Programmings), Jörg Wartmann (Gitarre) und Peter Weihe (Gitarre) eingespielt. Weitere Instrumentalisierungen erfolgten durch Markus Tombült und Henning Verlage.
| #  | Titel                                        | Autor(en)                                               | Produzent(en)                                           | Länge |
| -- | -------------------------------------------- | ------------------------------------------------------- | ------------------------------------------------------- | ----- |
| 1  | Der Berg (Intro)                             | Der Graf, Markus Tombült, Henning Verlage               | Markus Tombült, Henning Verlage                         | 4:48  |
| 2  | Hinunter bis auf Eins                        | Der Graf, Markus Tombült, Henning Verlage               | Thorsten Brötzmann                                      | 3:24  |
| 3  | Zeit zu gehen                                | Der Graf, Markus Tombült, Henning Verlage               | Markus Tombült, Henning Verlage                         | 4:13  |
| 4  | Die Weisheiten des Lebens                    | Der Graf, Kiko Maßbaum, Markus Tombült, Henning Verlage | Kiko Maßbaum, Markus Tombült (Co), Henning Verlage (Co) | 3:28  |
| 5  | Zwischen Licht und Schatten                  | Der Graf, Markus Tombült, Henning Verlage               | Markus Tombült, Henning Verlage                         | 4:30  |
| 6  | Glück auf das Leben                          | Der Graf, Kiko Maßbaum, Markus Tombült, Henning Verlage | Kiko Maßbaum, Markus Tombült (Co), Henning Verlage (Co) | 3:09  |
| 7  | Wie in guten alten Zeiten                    | Der Graf, Markus Tombült, Henning Verlage               | Markus Tombült, Henning Verlage                         | 3:56  |
| 8  | Alles hat seine Zeit                         | Der Graf, Kiko Maßbaum, Markus Tombült, Henning Verlage | Kiko Maßbaum, Markus Tombült (Co), Henning Verlage (Co) | 3:52  |
| 9  | Echo                                         | Der Graf, Markus Tombült, Henning Verlage               | Roland Spremberg                                        | 3:48  |
| 10 | Mein Berg                                    | Der Graf, Markus Tombült, Henning Verlage               | Roland Spremberg                                        | 4:24  |
| 11 | Goldrausch                                   | Der Graf, Markus Tombült, Henning Verlage               | Thorsten Brötzmann                                      | 3:45  |
| 12 | Held für einen Tag                           | Der Graf, Markus Tombült, Henning Verlage               | Roland Spremberg                                        | 4:06  |
| 13 | Dem Himmel so nah                            | Der Graf, Markus Tombült, Henning Verlage               | Thorsten Brötzmann                                      | 3:42  |
| 14 | Wir sind die Gipfelstürmer                   | Der Graf, Markus Tombült, Henning Verlage               | Thorsten Brötzmann                                      | 3:49  |
| 15 | Hand in Hand                                 | Der Graf, Markus Tombült, Henning Verlage               | Roland Spremberg                                        | 4:02  |
| 16 | Der Gipfel (Outro)                           | Der Graf, Markus Tombült, Henning Verlage               | Markus Tombült, Henning Verlage                         | 6:03  |
|    | Limited Deluxe Edition (CD 2; Demoversionen) |                                                         |                                                         |       |
| 1  | Zeit zu gehen                                | Der Graf, Markus Tombült, Henning Verlage               | Markus Tombült, Henning Verlage                         | 4:00  |
| 2  | Zwischen Licht und Schatten                  | Der Graf, Markus Tombült, Henning Verlage               | Markus Tombült, Henning Verlage                         | 3:55  |
| 3  | Held für einen Tag                           | Der Graf, Markus Tombült, Henning Verlage               | Roland Spremberg                                        | 4:47  |
| 4  | Echo                                         | Der Graf, Markus Tombült, Henning Verlage               | Roland Spremberg                                        | 3:39  |
| 5  | Hand in Hand                                 | Der Graf, Markus Tombült, Henning Verlage               | Roland Spremberg                                        | 3:15  |
| 6  | Dem Himmel so nah                            | Der Graf, Markus Tombült, Henning Verlage               | Thorsten Brötzmann                                      | 3:35  |
| 7  | Die Weisheiten des Lebens                    | Der Graf, Kiko Maßbaum, Markus Tombült, Henning Verlage | Kiko Maßbaum, Markus Tombült (Co), Henning Verlage (Co) | 3:27  |
| 8  | Alles hat seine Zeit                         | Der Graf, Kiko Maßbaum, Markus Tombült, Henning Verlage | Kiko Maßbaum, Markus Tombült (Co), Henning Verlage (Co) | 3:50  |
| 9  | Hinunter bis auf Eins                        | Der Graf, Markus Tombült, Henning Verlage               | Thorsten Brötzmann                                      | 3:38  |
| 10 | Mein Berg                                    | Der Graf, Markus Tombült, Henning Verlage               | Roland Spremberg                                        | 4:24  |

## Singleauskopplungen
Bereits anderthalb Monate vor der Veröffentlichung des Albums wurde am 31. Oktober 2014 vorab die Single Zeit zu gehen ausgekoppelt. Die Single konnte sich auf Anhieb in allen D-A-CH-Staaten in den Singlecharts platzieren und erreichte in Deutschland und der Schweiz die Top 10. Die zweite Singleauskopplung Mein Berg wurde am 13. März 2015 und letzte Singleauskopplung Glück auf das Leben am 19. Juli 2016 veröffentlicht. Lediglich Zeit zu gehen konnte Charterfolge feiern, die beiden nachfolgenden Singles verfehlten Einstiege in die offiziellen Hitparaden.
Chartplatzierungen

| Jahr | Titel         | Höchstplatzierung, Gesamtwochen, AuszeichnungChartplatzierungen (Jahr, Titel, , Platzierungen, Wochen, Auszeichnungen, Anmerkungen) | Höchstplatzierung, Gesamtwochen, AuszeichnungChartplatzierungen (Jahr, Titel, , Platzierungen, Wochen, Auszeichnungen, Anmerkungen) | Höchstplatzierung, Gesamtwochen, AuszeichnungChartplatzierungen (Jahr, Titel, , Platzierungen, Wochen, Auszeichnungen, Anmerkungen) | Anmerkungen                            |
| Jahr | Titel         | DE | AT | CH | Anmerkungen                            |
| ---- | ------------- | --- | --- | --- | -------------------------------------- |
| 2014 | Zeit zu gehen | DE6 (14 Wo.)DE | AT16 (8 Wo.)AT | CH8 (5 Wo.)CH | Erstveröffentlichung: 31. Oktober 2014 |

## Mitwirkende
| Albumproduktion - Erik Asgeirsson: Cello - Christoph Assmann: Arrangement - Thorsten Brötzmann: Keyboard, Musikproduzent - Sascha Bühren: Mastering - Moritz Enders: Abmischung - Stephan Gade: Bass - Der Graf: Gesang, Keyboard, Komponist, Programmings - Steffen Häfelinger: Gitarre - Johanna Hackert: Hintergrundgesang - Cornelius Hager: Arrangement, Toningenieur - Stephan Hinz: Bass - Sebastian Lang: Keyboard - Billy King: Hintergrundgesang - Lucky Kids – Kinderchor der Rheinischen Musikschule: Hintergrundgesang - Kiko Maßbaum: Keyboard, Klavier, Komponist, Musikproduzent, Programmings - Stefan Pintev: Streicher - Roland Spremberg: Gitarre, Keyboard, Musikproduzent, Programmings - Markus Tombült: Hintergrundgesang, Instrumentalisierung, Komponist, Musikproduzent - Henning Verlage: Hintergrundgesang, Instrumentalisierung, Komponist, Musikproduzent - Jörg Wartmann: Gitarre - Peter Weihe: Gitarre | Artwork - Erik Weiss: Fotograf (Begleitheft) Unternehmen - The Bad Room Studio: Tonstudio - Büro Dirk Rudolph: Artwork (Cover/Begleitheft) - Fansation Musikverlag: Verlag - Principal Studios: Tonstudio - Tinseldown Studios: Tonstudio - Tritonus Studios: Abmischung - TrueBusyness Studios: Mastering, Tonstudio - Universal Music Publishing: Verlag - Vertigo Records: Musiklabel |

## Rezeption

### Rezensionen
„Wer wirklich einen Grund zum Weinen haben möchte, der mag einfach diese Abschiedsplatte ohne Skiptaste hören. Der Schwulst ganzer Jahrhunderte tropft aus diesen 16 Liedern. Es klingt so pathetisch, als träfen sich Liberace und Elton John bei der Telefonseelsorge, um ein Schlager-Tribute für Rammstein zu machen. (…) Holzschnittartige Zeilen kulminieren in den immer gleichen Durchhalteparolen, bei denen Graf Unheilig vor allem eine einzige Emotion transportiert: Die Ergriffenheit von sich selbst. (…) Es gibt auf der ganzen Platte weit und breit keine einzige neue musikalische Idee. Stattdessen sorgt das altbekannte Produzententeam Brötzmann, Masbaum und Spremberg zuverlässig für den soundtechnischen Viertaufguss lahmer Schablonentracks, deren Melodien und Rhythmen, schon auf dem letzten Album kaum überzeugten. (…) Wer alle Stücke des Abschiedswerks von Unheilig hinter sich bringt, hat vom Grafen als Fleisch gewordene Rosamunde Pilcher of Music eines ganz gewiss gelernt: Es gibt einen großen Unterschied zwischen Melodram und Schmonzette.“

### Preise
Während der Echoverleihung 2015 wurden Unheilig durch den großen Erfolg des Albums mit einem Echo Pop in der Kategorie Gruppe Rock/Alternative (national) ausgezeichnet.

## Kommerzieller Erfolg

### Chartplatzierungen
Gipfelstürmer erreichte in Deutschland Position eins der Albumcharts und konnte sich insgesamt zwei Wochen an der Spitze, 13 Wochen in den Top 10 und 56 Wochen in den Charts halten. Das Album war für einen Zeitraum von zwei Wochen das erfolgreichste deutschsprachige Album in den deutschen Albumcharts. In Österreich erreichte das Album Position drei und konnte sich insgesamt acht Wochen in den Top 10 und 43 Wochen in den Charts halten. In der Schweiz erreichte das Album Position zwei und konnte sich insgesamt sieben Wochen in den Top 10 und 41 Wochen in den Charts halten. 2014 platzierte sich Gipfelstürmer trotzt lediglich einer Chartwoche in den Album-Jahrescharts auf Position zehn in Deutschland. 2015 platzierte sich Gipfelstürmer in den deutschen Album-Jahrescharts auf Position 13, sowie auf Position 28 in Österreich und auf Position neun in der Schweiz.
Für Unheilig ist dies bereits der achte Charterfolg in den deutschen Albumcharts, sowie der fünfte in Österreich und der vierte in der Schweiz. Es ist ihr vierter Top-10-Erfolg in Deutschland und der Schweiz, sowie ihr fünfter in Österreich. In Deutschland erreichten Unheilig mit Gipfelstürmer zum dritten Mal Position eins der Albumcharts.
| ChartsChartplatzierungen | Höchstplatzierung | Wochen |
| ------------------------ | ----------------- | ------ |
| Deutschland (GfK)        | 1 (56 Wo.)        | 56     |
| Österreich (Ö3)          | 3 (43 Wo.)        | 43     |
| Schweiz (IFPI)           | 2 (41 Wo.)        | 41     |

| ChartsJahrescharts (2014) | Platzierung |
| ------------------------- | ----------- |
| Deutschland (GfK)         | 10          |

| ChartsJahrescharts (2015) | Platzierung |
| ------------------------- | ----------- |
| Deutschland (GfK)         | 13          |
| Österreich (Ö3)           | 28          |
| Schweiz (IFPI)            | 9           |

### Auszeichnungen für Musikverkäufe
In der ersten Juliwoche 2017 wurde Gipfelstürmer in Deutschland mit Fünffach-Goldschallplatte und in der ersten Januarwoche 2015 in Österreich mit einer Platin-Schallplatte ausgezeichnet. Europaweit wurde das Album insgesamt mit einer Gold-Schallplatte und drei Platin-Schallplatten für über 515.000 verkaufter Einheiten ausgezeichnet.

| Land/Region        | Auszeichnungen für Musikverkäufe (Land/Region, Auszeichnung, Verkäufe) | Verkäufe |
| ------------------ | ---------------------------------------------------------------------- | -------- |
| Deutschland (BVMI) | 5× Gold                                                                | 500.000  |
| Österreich (IFPI)  | Platin                                                                 | 15.000   |
| Insgesamt          | 1× Gold · 3× Platin ·                                                  | 515.000  |